# Gesaia ryani
Gesaia ryani är en ringmaskart som beskrevs av Kirtley 1994. Gesaia ryani ingår i släktet Gesaia och familjen Sabellariidae. Inga underarter finns listade i Catalogue of Life.